# 가와무라 다카시 (1948년)

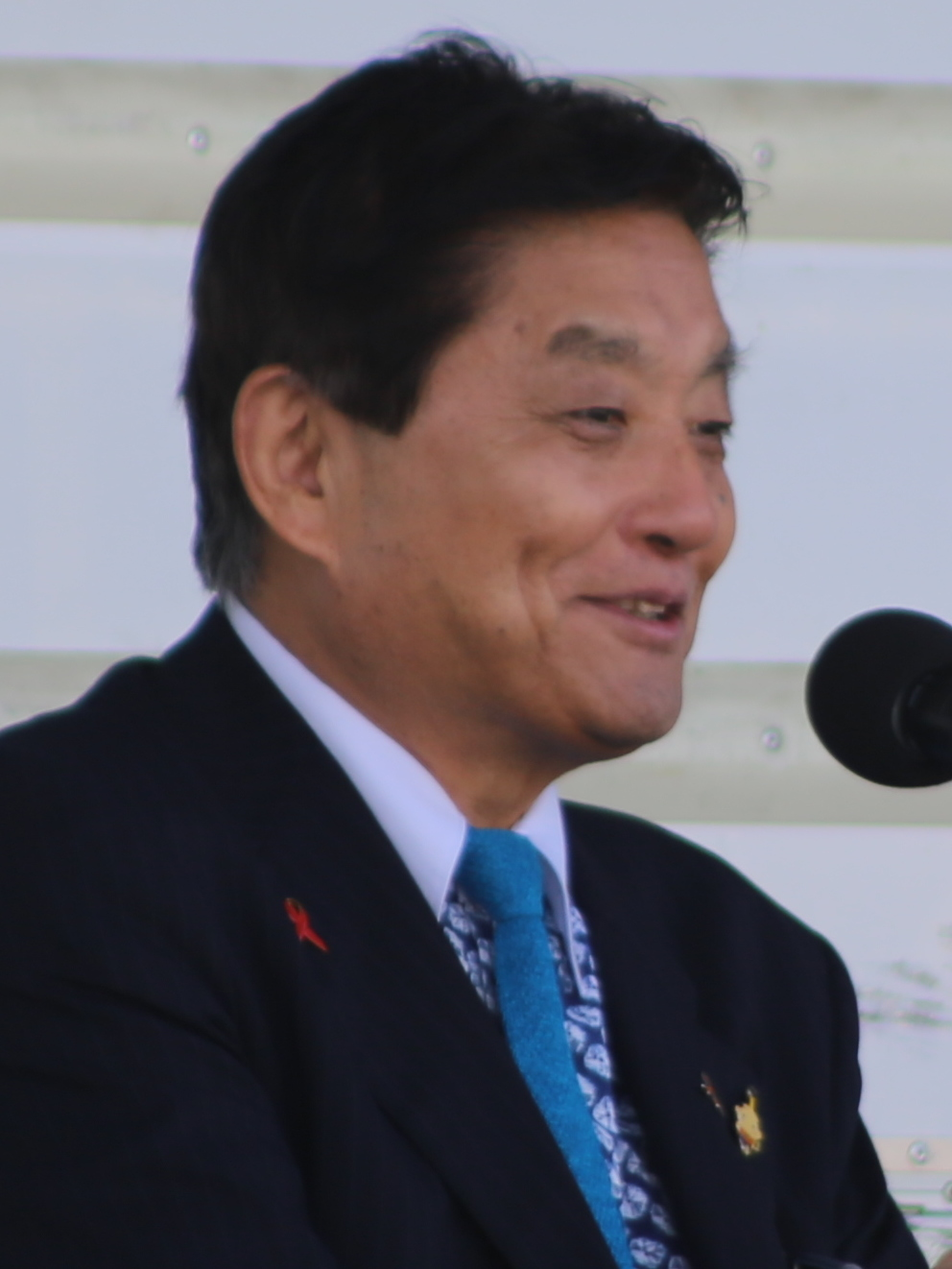
가와무라 다카시

가와무라 다카시(河村たかし, 1948년 11월 3일 ~ )는 일본의 정치인이다. 1993년부터 2009년까지 아이치현 지역구의 중의원 의원을 역임했고, 2009년부터 현재까지 나고야시장으로 재임 중이다. 2010년부터 아이치현의 지역 정당인 감세일본의 대표이며 2023년부터 정치단체인 일본보수당의 공동대표이다.

## 같이 보기
- 감세일본